# 天童市女性薬剤師殺害事件
天童市女性薬剤師殺害事件（てんどうしじょせいやくざいしさつがいじけん）とは2019年（令和元年）8月22日山形県天童市の自宅で、夫により妻の女性薬剤師が殺害された事件である。

## 事件
2019年8月22日、天童市の無職A（当時68歳）が自宅で、妻で薬剤師のB（当時63歳）の首や胸などを、ナイフで複数回切りつけるなどして殺害した。Aは事件後に飛行機で逃走したが、同月23日、弁護士に付き添われ、東京都内の交番に出頭した。山形県警天童署は殺人容疑で同容疑者を警視庁丸の内署で逮捕した。

## 裁判
山形地検は2019年9月6日、逮捕された夫の責任能力を調べるための鑑定留置を決めた。その後、鑑定医から追加の検査の要請があった。
2023年１月23日、山形地裁で初公判（裁判員裁判）が開かれ、Aは「まるっきり記憶がない」と起訴された内容を否認した。検察側は動機について、遺産相続に関連したトラブルや、「医師に言って車の免許を取り上げる」と言われたことなどを指摘した。弁護側は「妄想や幻聴など統合失調症の影響があり、責任能力がない」として無罪を主張した。同月25日の公判で、Aの精神鑑定を行った医師が「殺害前後に合理的行動をとっており、犯行時、精神障害に完全に影響されていたとは言えない」と証言。同月26日の論告求刑公判で、無罪を主張している被告の男に対し、検察側は懲役8年を求刑。同年2月2日、山形地裁で求刑を上回る懲役10年の判決が言い渡された。
被告は判決を不服として2023年2月7日に控訴した。同年9月26日、控訴審判決が仙台高等裁判所で開かれ、Aの責任能力を認めた一審の判決を支持し、控訴を棄却した。被告側は仙台高裁の二審判決を不服として同年9月28日付で最高裁に上告した。最高裁判所は2024年1月22日までに被告側の上告を退ける決定をし、懲役10年の判決が確定した。